# مارسيل سردان
مارسيل سردان (بالفرنسية: Marcel Cerdan)‏ بطل ملاكمة فاز بلقب بطل العالم في الوزن المتوسط في 1948 عندما هزم توني زال بالانسحاب بعد النداء في الجولة الثانية عشرة.
هم من الأقدام السود ولد في سيدي بلعباس بالجزائر في 1916
لقب ب«الطائرة القنبلة المغربية» لأنه عاش بالدار البيضاء بالمغرب . وقد هزمه جيك لاموتا سنة 1949
و لقي حتفه في حادث طائرة سنة 1949 في حادث طائرة بعدما كان يستعد لمباراة الثأر ضد لاموتا، وكان قد أقامة علاقة حب مع المغنية الفرنسية المشهورة إديث بياف

## مشواره الرياضي
المباريات المتنازعة 123
فوز 119 منها 61 بالضربة القاضية
- 4 خسارات
- 5 مرات بطل فرنسا فرنسا 21/02 ،05/06 و 24/11 1938—22/06 1941—25/05 1946
- 4 مرات بطل أوروبا 03/06 1939—3009 1942—02/02 1947—10/07 1948
- بطل العالم الوزن المتوسط 21 سبتمبر 1948
- بطل الأبطال الفرنسيين في 1948
- وسام جوقة الشرف شرفية 1949
- تحصل على قاعة مشاهير الملاكمة الدولية في 1991

## روابط خارجية
- مارسيل سردان على موقع IMDb (الإنجليزية)
- مارسيل سردان على موقع الموسوعة البريطانية (الإنجليزية)
- مارسيل سردان على موقع مونزينجر (الألمانية)
- مارسيل سردان على موقع ألو سيني (الفرنسية)
- مارسيل سردان على موقع ميوزك برينز (الإنجليزية)
- مارسيل سردان على موقع قاعدة بيانات الفيلم (الإنجليزية)
- مارسيل سردان على موقع بوكس ريك (الإنجليزية) (registration required)